# Magdalena Mazurek
Magdalena Mazurek (née Godos le 12 septembre 1983 à Łowicz) est une joueuse de volley-ball polonaise. Elle mesure 1,81 m et joue au poste de passeuse. 

## Clubs
| Club                | De        | À         |
| ------------------- | --------- | --------- |
| SMS PZPS Sosnowiec  | 1998-1999 | 2000-2001 |
| Pałac Bydgoszcz     | 2001-2002 | 2005-2006 |
| Winiary Kalisz      | 2006-2007 | 2008-2009 |
| AZS Białystok       | 2009-2010 | 2010-2011 |
| Pałac Bydgoszcz     | 2011-2012 | 2012-2013 |
| Muszynianka Muszyna | 2013-2014 | 2013-2014 |
| KS Pałac Bydgoszcz  | 2017-2018 | …         |

## Palmarès
- Championnat de Pologne
  - Vainqueur : 2007.
  - Finaliste : 2005.
- Coupe de Pologne
  - Vainqueur : 2005, 2007.
  - Finaliste : 2014.
- Supercoupe de Pologne
  - Vainqueur : 2005, 2007.